# Куйяр, Филипп
Фили́пп Куйяр (фр. Philippe Couillard, произносится [filip kujar]; род. 26 июня 1957, Монреаль, Канада) — канадский политик, лидер Либеральной партии Квебека, бывший премьер-министр Квебека. Нейрохирург, профессор. Избран депутатом Национального собрания Квебека от округа Утремон в декабре 2013 года. До 25 июня 2008 года занимал должность Министра здравоохранения и социальных услуг и одновременно был депутатом от округа Мон-Руаяль.
Является лидером Либеральной партии Квебека с марта 2013 года. После того, как на Всеобщих выборах в Квебеке 7 апреля 2014 года партия одержала победу, получив 70 из 125 мест в Национальном собрании Квебека, Филипп Куйяр стал преемником Полин Маруа на посту премьер-министра Квебека. Вступил в должность 23 апреля 2014 года.

## Биография
Филипп Куйяр родился в Монреале. Он получил диплом врача-нейрохирурга в Монреальском университете. Руководил отделом нейрохирургии в больнице Сен-Люк (1989—1992) и позже — в Университетской больнице в Шербруке (1996—2003). В 1992—1996 годах работал врачом в Дахране (Саудовская Аравия). В 2003 году оставил медицину, чтобы баллотироваться в депутаты Национального собрания Квебека от Либеральной партии. Был избран от избирательного округа Мон-Руаяль и 29 апреля 2003 года назначен министром здравоохранения и социальных услуг.
С самого начала работы в должности министра Куйяр проявил себя как чиновник, умеющий строить отношения с общественностью, и, по мнению многих, был одним из самых популярных министров правительства Жана Шаре. Среди достижений Куйяра на посту Министра называют значительное (на $4,2 млрд) увеличение квебекского бюджета здравоохранения, введение запрета на курение в общественных местах и сокращение числа профсоюзных местных аккредитаций в секторе здравоохранения.
25 июня 2008 года Куйяр официально подал в отставку с поста министра и депутата Национального собрания.
23 июня 2010 года Филипп Куйяр был назначен в Комитет по надзору за Службой безопасности и в связи с этим введён в Тайный совет Королевы для Канады.
3 октября 2012 года Куйяр становится третьим кандидатом на выборах преемника Жана Шаре в должности лидера Либеральной партии Квебека. На вопрос, почему он возвращается в политику, Куйяр ответил: «Я чувствую потребность служить [стране]».
17 марта 2013 года Куйяр стал лидером партии, победив своих соперников, бывших министров Раймона Башана и Пьера Моро. 9 декабря он был избран депутатом Национального собрания от округа Утремон. Таким образом, Куйяр стал претендентом на должность премьер-министра Квебека на всеобщих выборах в апреле 2014 года. Его основными соперниками были действующий премьер-министр Полин Маруа (Квебекская партия) и Франсуа Лего (Коалиция за будущее Квебека).
В начале избирательной кампании, согласно опросам общественного мнения, Квебекская партия лидировала. На вопрос о том, каких целей он намерен добиваться для Квебека, Куйяр заявил, что его партия сосредоточит своё внимание на том, что беспокоит квебекцев, в частности на ситуации со здравоохранением, образованием и занятостью. Он также обвинил премьера Полин Маруа в развале экономики Квебека, заявив, что «Квебек живёт не по средствам» и заявил о своём отрицательном отношении к предложенной Квебекской партией Квебекской хартии ценностей, которая, по его мнению, является ненужным государственным документом, который будет способствовать только разобщению квебекцев. В результате выборов 7 апреля правительство Квебекской партии потерпело поражение и большинство мест в Национальном собрании перешло к либералам.